# Edward Harland
Sir Edward James Harland, 1º Baronete (15 de maio de 1831 – 24 de dezembro de 1895) foi um construtor de navios e político britânico, cofundador da Harland and Wolff.
Fora de sua empresa, Harland atuou como comissário do porto de Belfast. Em 1885, Harland recebeu o título de cavaleiro e baronete. Harland era membro do Partido Conservador e Unionista e serviu como prefeito de Belfast; mais tarde, ele se mudou para Londres e serviu como membro do Parlamento por Belfast North até sua morte.